# Svetlen, Tărgoviște
Svetlen (în bulgară Светлен) este un sat în comuna Popovo, regiunea Tărgoviște,  Bulgaria. 

## Demografie
Componența etnică a satului Svetlen
     Turci (30,01%)
     Bulgari (55,51%)
     Romi (1,28%)
     Nicio identificare (13,18%)
La recensământul din 2011, populația satului Svetlen era de 933 locuitori. Din punct de vedere etnic, majoritatea locuitorilor (55,51%) erau bulgari, existând și minorități de turci (30,01%) și romi (1,28%). Pentru 13,18% din locuitori nu este cunoscută apartenența etnică.